# Isotherme de Langmuir
L'isotherme de Langmuir décrit de façon simple la formation d'une monocouche d'adsorbat sur une surface. Ce modèle fut mis en équation par Irving Langmuir en 1918.
Le modèle de Langmuir met en équation l'équilibre entre l'adsorption et la désorption de molécules {\displaystyle A} pour calculer la proportion de sites occupés {\displaystyle \Theta _{A}}. Pour une température donnée, cette grandeur est liée à la pression partielle {\displaystyle P_{A}} (ou à la concentration) en {\displaystyle A} dans la phase fluide selon :
{\displaystyle K_{\text{éq}}} est une constante caractéristique de l'interaction entre {\displaystyle A} et la surface.

## Démonstration

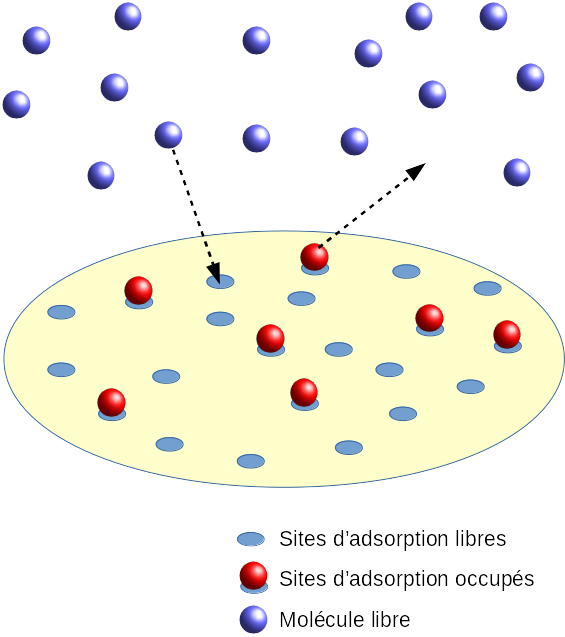
Adsorption et désorption de molécules sur une surface.

La démonstration la plus simple est basée sur l'analogie avec la cinétique d'une réaction équilibrée. On suppose que l'on a un adsorbat {\displaystyle A} en phase gazeuse sous la forme d'un gaz parfait. Il n'y a donc aucune interaction entre les molécules qui évoluent librement, de plus il y a une relation directe entre le nombre de molécules par unité de volume et la pression partielle de {\displaystyle A} que l'on note {\displaystyle P_{A}}. La surface comporte des sites d'adsorption notés {\displaystyle S} qui sont tous équivalents et indépendants les uns des autres, qu'ils soient libres ou occupés. Deux phénomènes peuvent se produire :
- une molécule d'adsorbat présente dans la phase gazeuse s'adsorbe sur un site disponible de la surface, ce qui crée un site occupé ;
- une molécule adsorbée à la surface se désorbe pour repartir dans la phase gazeuse, ce qui crée un site disponible.

Le système peut donc être traité comme un équilibre chimique :
À l'équilibre, la proportion de sites occupés à la surface est constante.
On considère que le nombre de molécules qui s'adsorbent par unité de temps ne dépend que du nombre de molécules par unité de volume en phase gazeuse et du nombre de sites libres par unité de surface :
{\displaystyle r_{\text{ads}}=k_{\text{ads}}\,P_{A}\,[S_{\text{libre}}]}
De même, le nombre de molécules qui désorbent de la surface ne dépend que du nombre de sites occupés par unité de surface qui est égal au nombre de molécules adsorbées par unité de surface :
{\displaystyle r_{\text{des}}=k_{\text{des}}\,[A_{\text{ads}}]}
À l'équilibre, le nombre de molécules adsorbées ne varie plus car la vitesse d'adsorption est égale à la vitesse de désorption :
{\displaystyle r_{\text{ads}}=r_{\text{des}}}
{\displaystyle k_{\text{ads}}\,P_{A}\,[S_{\text{libre}}]=k_{\text{des}}\,[A_{\text{ads}}]}
d'où :
{\displaystyle {\frac {[S_{\text{libre}}]}{[A_{\text{ads}}]}}={\frac {k_{\text{des}}}{k_{\text{ads}}\,P_{A}}}}
Le taux de couverture des sites d'adsorption, c'est-à-dire la fraction de sites occupés, est défini par le rapport du nombre de sites occupés par unité de surface, égal à {\displaystyle [A_{\text{ads}}]}, sur le nombre total de site disponibles par unité de surface, soit le total des sites occupés et libres {\displaystyle [S_{\text{libre}}]+[A_{\text{ads}}]} :
En combinant ces deux équations, on obtient :
{\displaystyle \Theta _{A}={\frac {{\frac {k_{\text{ads}}}{k_{\text{des}}}}\,P_{A}}{1+{\frac {k_{\text{ads}}}{k_{\text{des}}}}\,P_{A}}}}
Le rapport entre les constantes {\displaystyle k_{\text{ads}}} et {\displaystyle k_{\text{des}}} correspond à la constante de l'équilibre d'adsorption - désorption {\displaystyle K_{\text{éq}}}, qu'on appelle également « affinité », notée {\displaystyle \alpha }. L'équation finale est alors :
Pour les basses pressions, cette équation se réduit à :
Pour les hautes pressions, on tend vers la valeur maximale possible {\displaystyle \Theta _{A}=1}. Cette asymptote correspond à une monocouche de molécules adsorbées sur la surface.

## Application

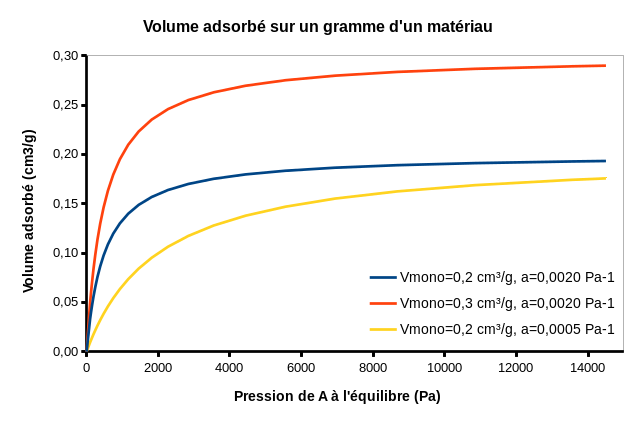
Influence de l'affinité et du volume de la monocouche sur le volume adsorbé.

Ce modèle est très utilisé pour représenter le phénomène d'adsorption dans un grand nombre d'applications comme la caractérisation de catalyseurs. L'équation est également valable pour un adsorbat en phase liquide dans une solution idéale, elle est donc utilisée pour des procédés tels que la capture de polluants ou l'adsorption de protéines sur un solide. Ce modèle est cependant très simple et ne peut rendre compte de l'adsorption lorsqu'il y a des phénomènes plus complexes : présence de plusieurs types de sites d'adsorption, interaction entre les molécules d'adsorbat dans la phase fluide, adsorption coopérative sur la surface, etc. Il a donc donné lieu à de nombreuses équations dérivées. L'équation de Sips a ainsi pour objectif de prendre en compte une distribution de sites d'adsorption sur une surface, elle est utilisée pour décrire l'adsorption en phase liquide.
D'un point de vue pratique, le taux de couverture est en général déterminé par manométrie, ce qui permet d'accéder au volume de {\displaystyle A} adsorbé par mètre carré de surface :
{\displaystyle \Theta _{A}={\frac {V_{\text{ads}}}{V_{\text{mono}}}}}
{\displaystyle V_{\text{mono}}} correspond au volume d'une monocouche de {\displaystyle A}, en utilisant une valeur de la surface occupée par chaque molécule, il est possible de calculer la surface de la monocouche, que l'on appelle surface de Langmuir. Les données mesurées sont sous la forme :
{\displaystyle V_{\text{ads}}=V_{\text{mono}}{\frac {\alpha \,P_{A}}{1+\alpha \,P_{A}}}}
Pour obtenir les paramètres {\displaystyle V_{\text{mono}}} et {\displaystyle \alpha }, on linéarise l'équation en l'inversant :
{\displaystyle {\frac {1}{V_{\text{ads}}}}={\frac {1}{V_{\text{mono}}\alpha }}\times {\frac {1}{P_{A}}}+{\frac {1}{V_{\text{mono}}}}}
Si les données expérimentales respectent l'isotherme de Langmuir, {\displaystyle 1/V_{\text{ads}}} en fonction de {\displaystyle 1/P_{A}} est une fonction affine dont la pente et l'ordonnée à l'origine permettent de calculer les constantes caractéristiques.